# Буковца
Буковца (словен. Bukovca) — поселення в общині Лашко, Савинський регіон, Словенія. Висота над рівнем моря: 384,1 м. 